# Cornelis Borsteegh

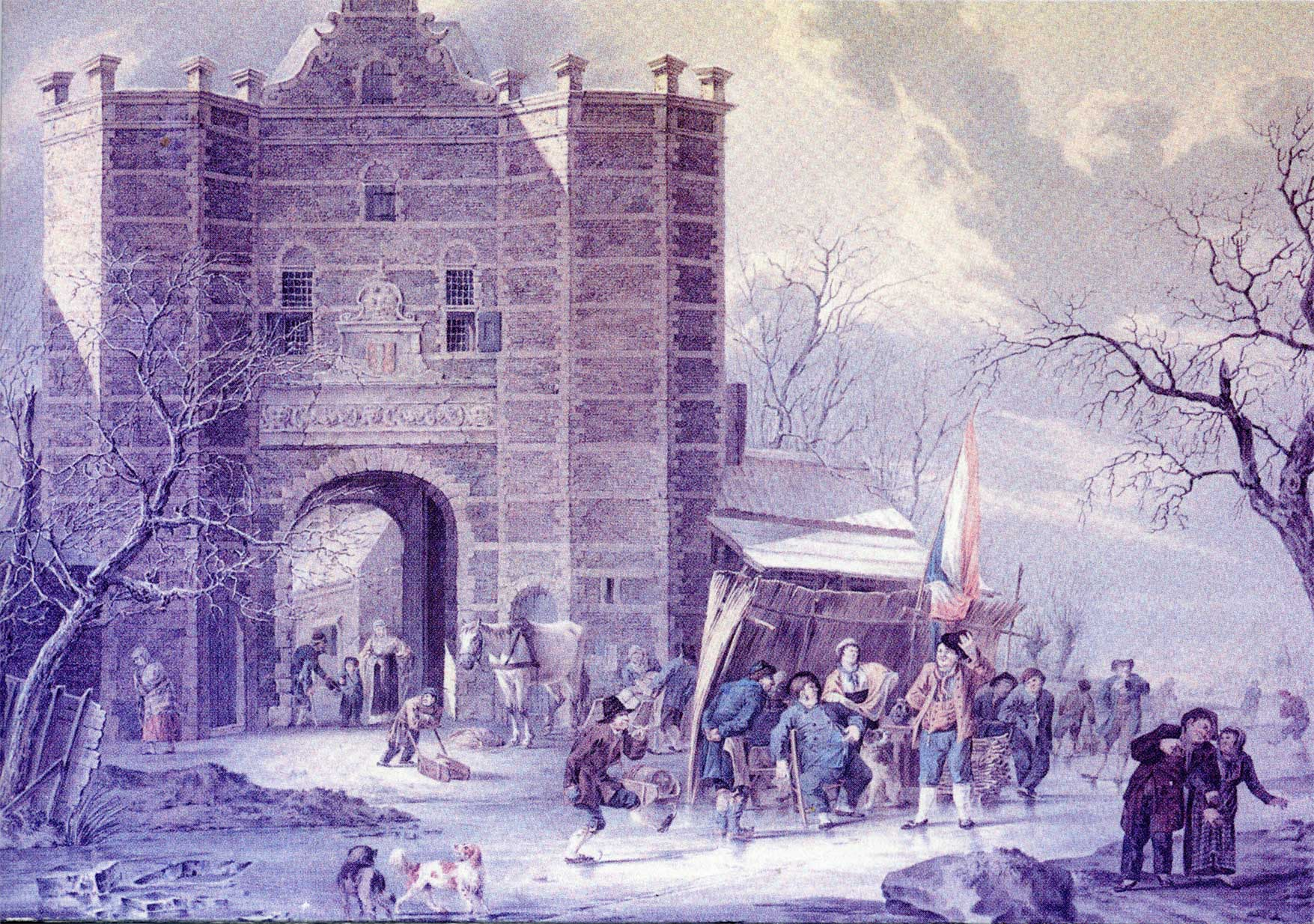
Cornelis Borsteegh: IJsvermaak bij de Veerstalpoort

Cornelis Borsteegh (Ameide, 9 januari 1773 - Gouda, 7 april 1834) was een Nederlands kunstschilder, illustrator en stadstekenmeester te Gouda. Hij is vooral bekend geworden als schilder van winterlandschappen. Hij schilderde onder andere ijsvermaak bij de Goudse Veerstalpoort. Naast olieverfschilderijen vervaardigde hij ook aquarellen en litho’s. Tevens illustreerde hij artikelen van de schrijfster Anna Barbara van Meerten-Schilperoort in het tijdschrift Penelopé.

## Biografie
Borsteegh was een zoon van de uit Dordrecht afkomstige kunstschilder Nicolaas Borsteegh en Johanna van Es. Toen hij vier jaar was verhuisden zijn ouders naar Gouda, waar hij opgroeide. Hij trouwde daar op 2 november 1800 met de uit Limburg afkomstige Maria Josepha Smees.
Borsteegh volgde een opleiding aan de Tekenacademie te Amsterdam. In 1819 werd hij benoemd als stadstekenmeester van Gouda. Als stadstekenmeester maakte hij onder andere een tekening van een in juli 1819 ontstane bres in de grote schutkolksluis, naast de in het najaar 1817 vernieuwde kolkmuur aan de Westhaven te Gouda.
Na zijn dood schonk hij een legaat aan weeshuis van Gouda, waardoor ouderloze kinderen bij het verlaten van het weeshuis wat meegegeven kon worden. Borsteegh werd als stadstekenmeester van Gouda opgevolgd door Anthonie Jacobus van Wijngaerdt.

## Enkele werken
- IJsvermaak bij de Veerstalpoort
- IJsvermaak bij het Vlaams Waterpoortje
- Een hoekje aan de IJssel bij het dorp Moordrecht
- Schaatsers op de Hollandse IJssel